# Morral de Cabrafeixet
El Morral de Cabrafeixet és una serra situada al municipi del Perelló a la comarca del Baix Ebre, amb una elevació màxima de 765 metres.
Aquest cim esta inclòs al llistat dels 100 cims de la FEEC amb el nom de Morral del Cabrafeixet.